# Voice of Jamaica, Vol. 3: Capleton
Voice of Jamaica, Vol.3: Capleton – trzecia składanką z serii Voice of Jamaica, na której znajdują się utwory autorstwa Capletona, jamajskiego muzyka reggae, z gościnnym występem Pinchers i Uplifters.

## Lista
| Lp. | Tytuł                    | Producent                  | Kompozytor            | Featuringi | Długość |
| --- | ------------------------ | -------------------------- | --------------------- | ---------- | ------- |
| 1   | „Oh Oh”                  | Trevor Sinclair            | Bailey, C. „Capleton” |            | 3:48    |
| 2   | „Seek Knowledge”         | Mark Hudson                | Bailey, C. „Capleton” |            | 3:47    |
| 3   | „Dutty Life”             | Shane Richards             | Bailey, C. „Capleton” |            | 3:09    |
| 4   | „Crazy Look”             | Norman „Bull Pus” Bryan    | Bailey, C. „Capleton” |            | 2:19    |
| 5   | „Women Dem a Gwaan”      | Steve Ventura              | Bailey, C. „Capleton” |            | 3:42    |
| 6   | „Hush Up”                | Delroy „Delly Ranx” Foster | Bailey, C. „Capleton” |            | 3:32    |
| 7   | „Earthquake in Zion”     | Trevor Sinclair            | Bailey, C. „Capleton” |            | 3:28    |
| 8   | „Who Bus the Place”      | Garfield Hamilton          | Bailey, C. „Capleton” |            | 2:52    |
| 9   | „Burning Now”            | Trevor Sinclair            | Bailey, C. „Capleton” |            | 3:16    |
| 10  | „Voice”                  | Troy McLean                | Bailey, C. „Capleton” |            | 3:31    |
| 11  | „The Way You Si Mi Look” | Trevor Sinclair            | Bailey, C. „Capleton” | Pinchers   | 3:32    |
| 12  | „Boom Down”              | Delroy „Delly Ranx” Foster | Bailey, C. „Capleton” | Uplifters  | 3:26    |